# Ofotbanen
Ofotbanen (la « ligne d'Ofoten » en norvégien) est une ligne de chemin de fer norvégienne, mais qui présente la particularité de n'être reliée qu'au réseau ferroviaire suédois. Elle relie la ville de Narvik en Norvège à la ville suédoise de Riksgränsen, située à 43 km, sur la frontière entre les deux pays. Il s'agit de la ligne de chemin de fer la plus au nord de Norvège et la deuxième ligne passagers la plus septentrionale du monde, après celle de Mourmansk. Après la frontière, côté suédois, la ligne prend le nom de Malmbanan, ou « ligne du minerai », et se poursuit via Kiruna (présence de mines de fer) jusqu'à Luleå, dans le golfe de Botnie.
Sa fonction principale était originellement, et reste encore aujourd'hui, de transporter le minerai de fer suédois jusqu'au port norvégien de Narvik.

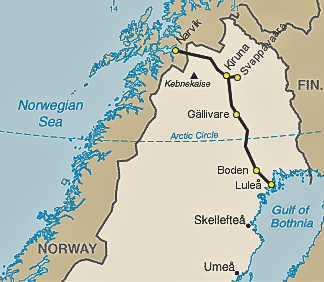
La ligne de Malmbanan, en Suède, et son prolongement à Narvik, la ligne d'Ofot.

## Histoire
En 1898, alors que la Suède et la Norvège constituent toujours largement une même entité politique, la Norvège et la société suédoise d'extraction du minerai de fer LKAB (Luossavaara-Kiiruna-vaara Aktiebolag) signent un contrat afin de transporter le minerai de fer de Kiruna jusqu'au port de Narvik, qui s'appelait alors Victoriahavn.
La ligne ouvre en 1902 et va dès lors favoriser le développement de Narvik. C'est la première ligne ferroviaire située au-delà du cercle arctique. La partie norvégienne de la ligne a été construite par la NSB.
Au départ, la traction était assurée par des machines à vapeur mais, dès 1910, il fut question d'électrifier la ligne afin de suspendre les importations de charbon. L'électrification a été faite dès 1915 pour la partie suédoise. Pour la partie norvégienne, le Storting, l'assemblée législative de Norvège, vote l'électrification en 1920. Les 476 kilomètres reliant Narvik à Luleå sont intégralement électrifiés en 1923.

## Gares desservies
- Narvik
- Straumsnes
- Rombak
- Katterat
- Søsterbekk
- Bjørnfjell
- Riksgränsen

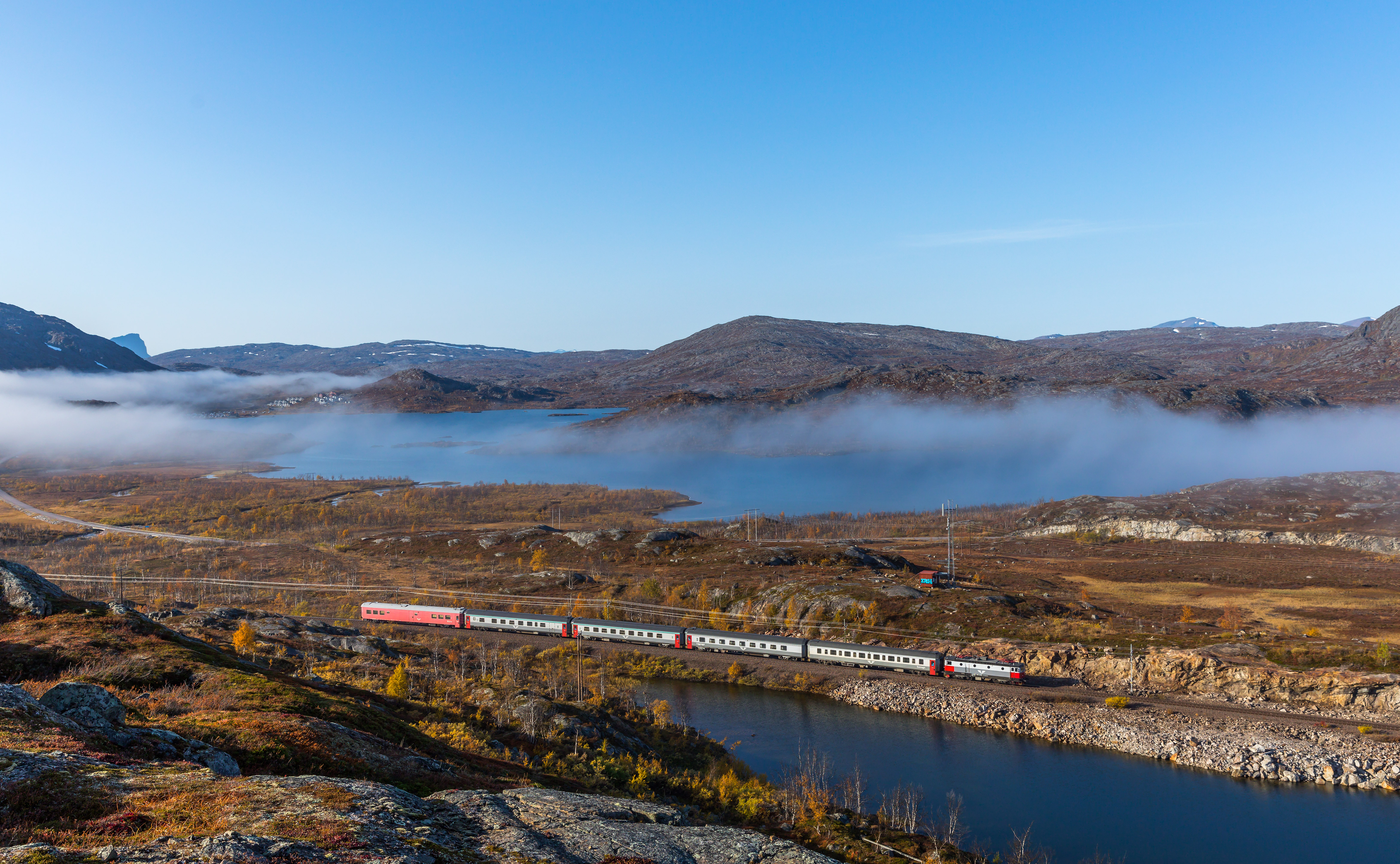
Le train Narvik-Stockholm, après Katterjåkk, allant vers Vassijaure, à la frontière entre la Norvège et la Suède. On devine, dans la brume, la ville de Riksgränsen et le lac de Vassijaure. Septembre 2017.
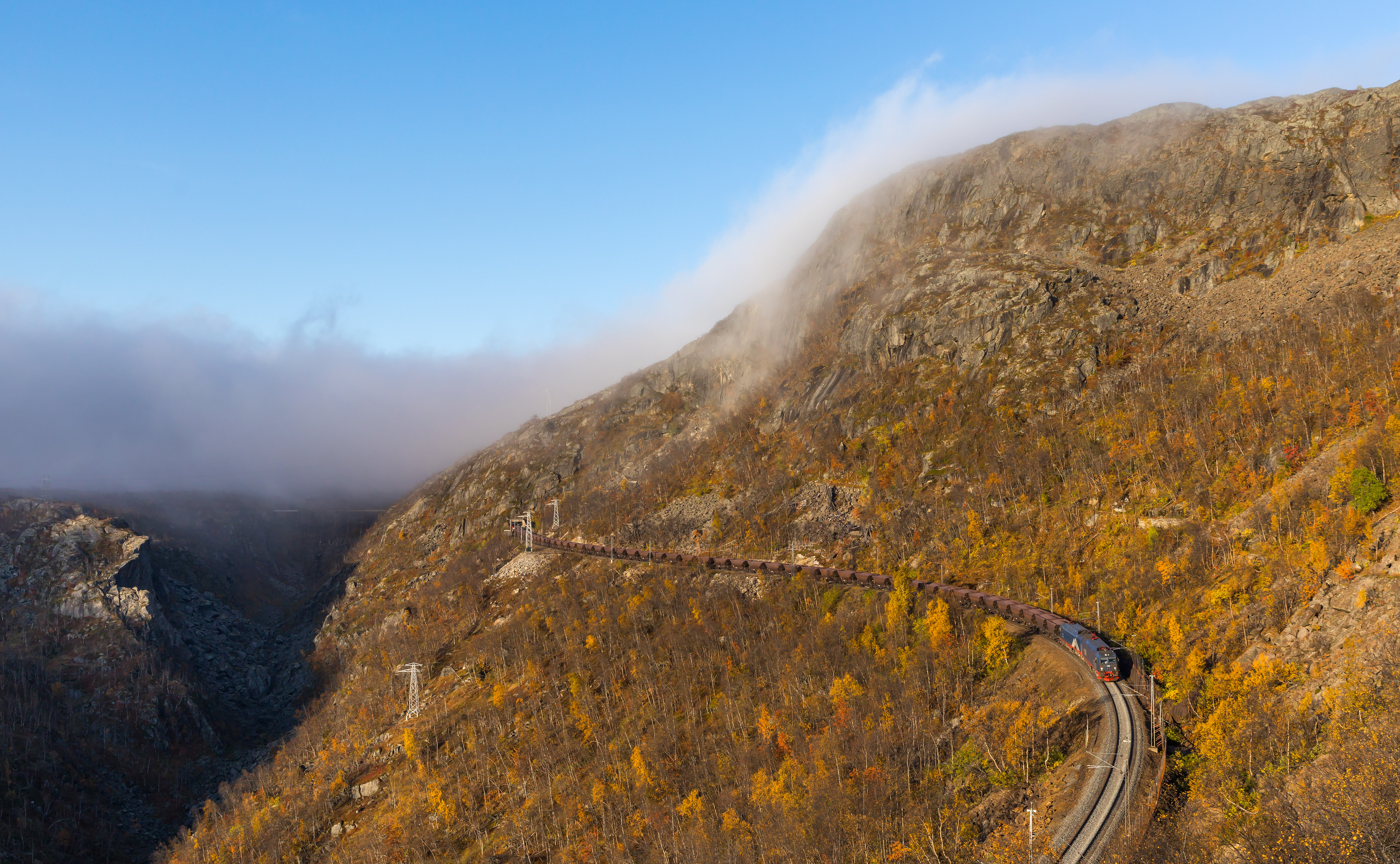
Un train tiré par deux locomotives Malmtrafik i Kiruna AB vers Narvik, entre la gare de Søsterbekk et Norddalen, sur la ligne de l'Ofotbanen, entre en Norvège. Septembre 2017.
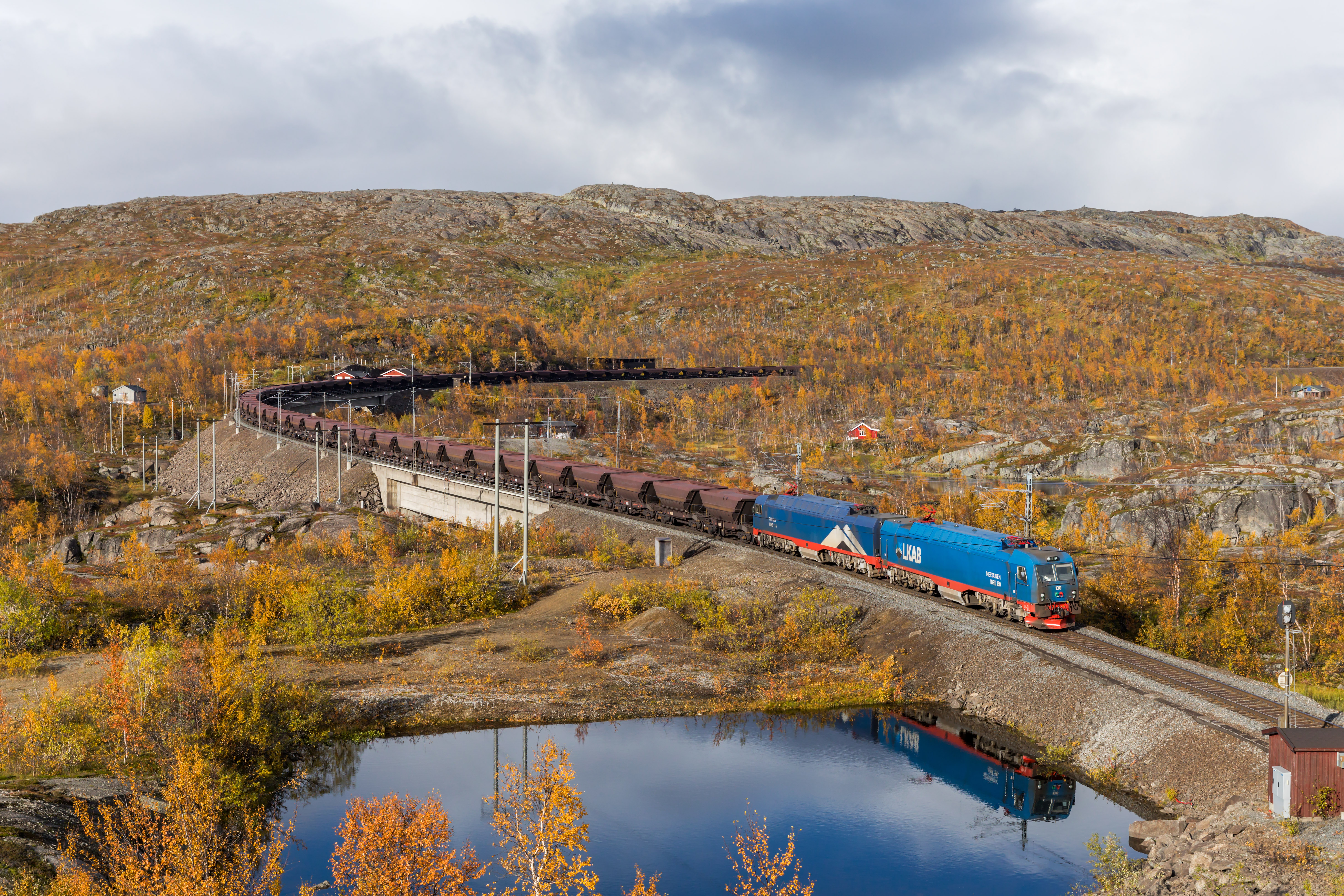
Un train de l'entreprise ferroviaire Malmtrafik i Kiruna AB sur la ligne de l'Ofotbanen allant vers Narvik entre Søsterbekk et Norddalen. Septembre 2020.